# Маршал Королівських повітряних сил
Маршал Королівських повітряних сил (англ. Marshal of the Royal Air Force) — найвище військове звання в Королівських Повітряних силах Великої Британії. У мирний час це звання надавалося вищим офіцерам ПС при призначенні на посаду начальника штабу оборони (англ. Chief of the Defence Staff) або при відставці з посади начальника штабу ПС (англ. Chief of the Air Staff) (надання звання маршал Королівських Повітряних сил зазвичай відбувалося в останній день перебування на посаді начальника штабу ПС).
Звання (чин) маршал Королівських Повітряних сил є 5-ти зірковим військовим званням і на відміну від інших маршальських звань у Королівських Повітряних силах Великої Британії (віцемаршал повітряних сил, маршал повітряних сил, головний маршал ПС), може бути віднесено до чисто маршальського звання. У НАТО цей чин (звання) має код OF-10 і відповідає чину (званню) адмірала флоту у Королівському військово-морському флоті Великої Британії чину (званню) фельдмаршала в Британській армії.
Звання маршала Королівських ВПС було введено в 1919 році і вперше надано в 1927 році серу Г'ю Тренчарду. Загалом звання присвоювалося 27 разів, зокрема 22 рази найвищим офіцерам військово-повітряних сил та 5 разів представникам британської королівської родини. Крім того, король Великої Британії Георг V не мав даного звання, але як глава Королівських ВПС (Chief of the Royal Air Force) іноді носив форму і знаки розрізнення маршала Королівських ВПС.
З 22 вищих офіцерів ПС, яким було надано це звання, тільки Вільям Шолто Дуглас і сер Артур Траверс Гарріс не обіймали посаду начальника штабу ВПС.

## Маршали Королівських повітряних сил
| Дата присвоєння звання | Зображення | Особа                     | Дата народження   | Дата смерті       | Прим.                                                                         |
| ---------------------- | ---------- | ------------------------- | ----------------- | ----------------- | ----------------------------------------------------------------------------- |
| 1 січня 1927           |            | Г'ю Тренчард              | 3 лютого 1873     | 10 лютого 1956    | Начальник штабу ПС 1918 та 1919—1930                                          |
| 1 січня 1933           |            | Джон Салмонд              | 17 липня 1881     | 16 квітня 1968    | Начальник штабу ПС 1930—1933                                                  |
| 21 січня 1936          |            | Едуард VIII               | 23 червня 1894    | 28 травня 1972    |                                                                               |
| 11 грудня 1936         |            | Георг VI                  | 14 грудня 1895    | 6 лютого 1952     |                                                                               |
| 1 січня 1937           |            | Едвард Еллінгтон          | 30 грудня 1877    | 13 червня 1967    | Начальник штабу ПС 1933—1937                                                  |
| 4 жовтня 1940          |            | Сіріл Нюволл              | 15 лютого 1886    | 30 листопада 1963 | Начальник штабу ПС 1937—1940                                                  |
| 1 січня 1944           |            | Чарльз Портал             | 21 травня 1893    | 22 квітня 1971    | Начальник штабу ПС 1940—1946                                                  |
| 12 вересня 1945        |            | Артур Теддер              | 11 липня 1890     | 3 червня 1967     | Начальник штабу ПС 1946—1950                                                  |
| 1 січня 1946           |            | Шолто Дуглас              | 23 грудня 1893    | 29 жовтня 1969    |                                                                               |
| 1 січня 1946           |            | Артур Гарріс              | 13 квітня 1892    | 5 квітня 1984     |                                                                               |
| 8 червня 1950          |            | Джон Слессор              | 3 червня 1897     | 12 липня 1979     | Начальник штабу ПС 1950—1952                                                  |
| 15 січня 1953          |            | Герцог Единбурзький Філіп | 10 червня 1921    | 9 квітня 2021     | Почесне звання                                                                |
| 1 червня 1954          |            | Вільям Форстер Діксон     | 24 вересня 1898   | 12 вересня 1987   | Начальник штабу ПС 1953—1955 Начальник штабу оборони 1959                     |
| 1 січня 1958           |            | Дермот Бойл               | 2 жовтня 1904     | 5 травня 1993     | Начальник штабу ПС 1956—1959                                                  |
| 12 березня 1958        |            | Герцог Глостерський Генрі | 31 березня 1900   | 10 червня 1974    | Почесне звання                                                                |
| 6 квітня 1962          |            | Томас Пайк                | 29 червня 1906    | 1 червня 1983     | Начальник штабу ПС 1960—1963                                                  |
| 1 квітня 1967          |            | Чарльз Елворті            | 23 березня 1911   | 4 квітня 1993     | Начальник штабу ПС 1963—1967 Начальник штабу оборони 1967—1971                |
| 1 квітня 1971          |            | Джон Гранді               | 8 лютого 1913     | 2 січня 2004      | Начальник штабу ПС 1967—1971                                                  |
| 31 березня 1974        |            | Деніс Спотсвуд            | 26 вересня 1916   | 11 листопада 2001 | Начальник штабу ПС 1971—1974                                                  |
| 6 серпня 1976          |            | Ендрю Гампфрі             | 10 січня 1921     | 24 січня 1977     | Начальник штабу ПС 1974—1976 Начальник штабу оборони 1976—1977.               |
| 31 липня 1977          |            | Нейл Камерон              | 8 липня 1920      | 29 січня 1985     | Начальник штабу ПС 1976—1977 Начальник штабу оборони 1977—1979                |
| 14 жовтня 1982         |            | Майкл Бітем               | 17 травня 1923    | 24 жовтня 2015    | Начальник штабу ПС 1977—1982                                                  |
| 15 жовтня 1985         |            | Кейт Вільямсон            | 28 лютого 1928    | 2 травня 2018     | Начальник штабу ПС 1982—1985                                                  |
| 14 листопада 1988      |            | Девід Крейг               | 17 вересня 1929   |                   | Начальник штабу ПС 1985—1988 Начальник штабу оборони 1988—1991                |
| 6 листопада 1992       |            | Пітер Робін Гардінг       | 2 грудня 1933     | 19 серпня 2021    | Начальник штабу ПС 1988—1992 Начальник штабу оборони 1992—1994                |
| 16 червня 2012         |            | Чарльз III                | 14 листопада 1948 |                   | Почесне звання                                                                |
| 13 червня 2014         |            | Джок Стіррап              | 4 грудня 1949     |                   | Начальник штабу ПС 2003—2006 Начальник штабу оборони 2006—2010 Почесне звання |

Позначення